# SN 2007tv
SN 2007tv – supernowa typu Ia odkryta 5 listopada 2007 roku w galaktyce A020513-0501. Jej jasność pozostaje nieznana.